# L'amour me gagne
Singles de Christophe Willem
Starlite
(2012) Le chagrin
(2014)
Pistes de Prismophonic
Cool Si mes larmes tombent
L'amour me gagne est une chanson du chanteur français Christophe Willem. Elle a été choisie comme quatrième single de son album Prismophonic et est sortie le 22 octobre 2012.
La version anglaise, intitulée Love Shot Me Down, est le deuxième extrait de l'album anglophone du même nom.

## Autour de la chanson
La version originale de la chanson est la version anglaise, écrite par Richard X et Hannah Robinson. Christophe Willem a adapté les paroles en français. Richard X a également joué les instruments et était responsable de la programmation, en plus d'avoir co-réalisé le titre ensemble avec Sarah deCourcy.
La version anglaise Love Shot Me Down a aussi été enregistrée et figure sur la version anglophone de Prismophonic, portant le même nom que la chanson.
Ni L'amour me gagne, ni Love Shot Me Down n'ont bénéficié d'un tournage de clip. Les titres ne se sont pas non plus classés dans le Top 50 français ou l'Ultratop 50 de la Belgique francophone.